# Kultura polgarska
Kultura polgarska, kultura nadcisańska – kultura neolityczna (początek około 4600 lat p.n.e.), z kręgu kultur naddunajskich, która rozwinęła się w dorzeczu rzeki Cisa. Wywodzi się z wczesnoneolitycznej kultury ceramiki linearnej.
Nazwa kultury pochodzi od Polgár na Węgrzech.
Kulturę polgarską cechuje duży udział wyrobów miedzianych, groby jamowe i domy ziemiankowe.
Wpływy kultury polgarskiej obejmowały też Małopolskę i tereny leżące bardziej na północ, w tym Kujawy, gdzie występuje w postaci kompleksu lendzielsko-polgarskiego.